# Boulevard Monk
 (juillet 2021).
Si vous disposez d'ouvrages ou d'articles de référence ou si vous connaissez des sites web de qualité traitant du thème abordé ici, merci de compléter l'article en donnant les références utiles à sa vérifiabilité et en les liant à la section « Notes et références ».
Le boulevard Monk est une artère commerciale de Montréal située dans le quartier Ville-Émard.

## Situation et accès
Approximativement d'orientation nord-sud, ce boulevard est la principale voie des quartiers Ville-Émard et Côte-Saint-Paul dans l'arrondissement Sud-Ouest. Avec la rue Briand, elle forme d'ailleurs la frontière entre ces deux quartiers. Il débute au sud à l'intersection du boulevard de La Vérendrye puis termine à l'intersection de la rue Notre-Dame dans le quartier Saint-Henri. Il traverse le canal Lachine via la pont Monk.  
La station de métro Monk est située en bordure du boulevard à l'intersection de la rue Allard.

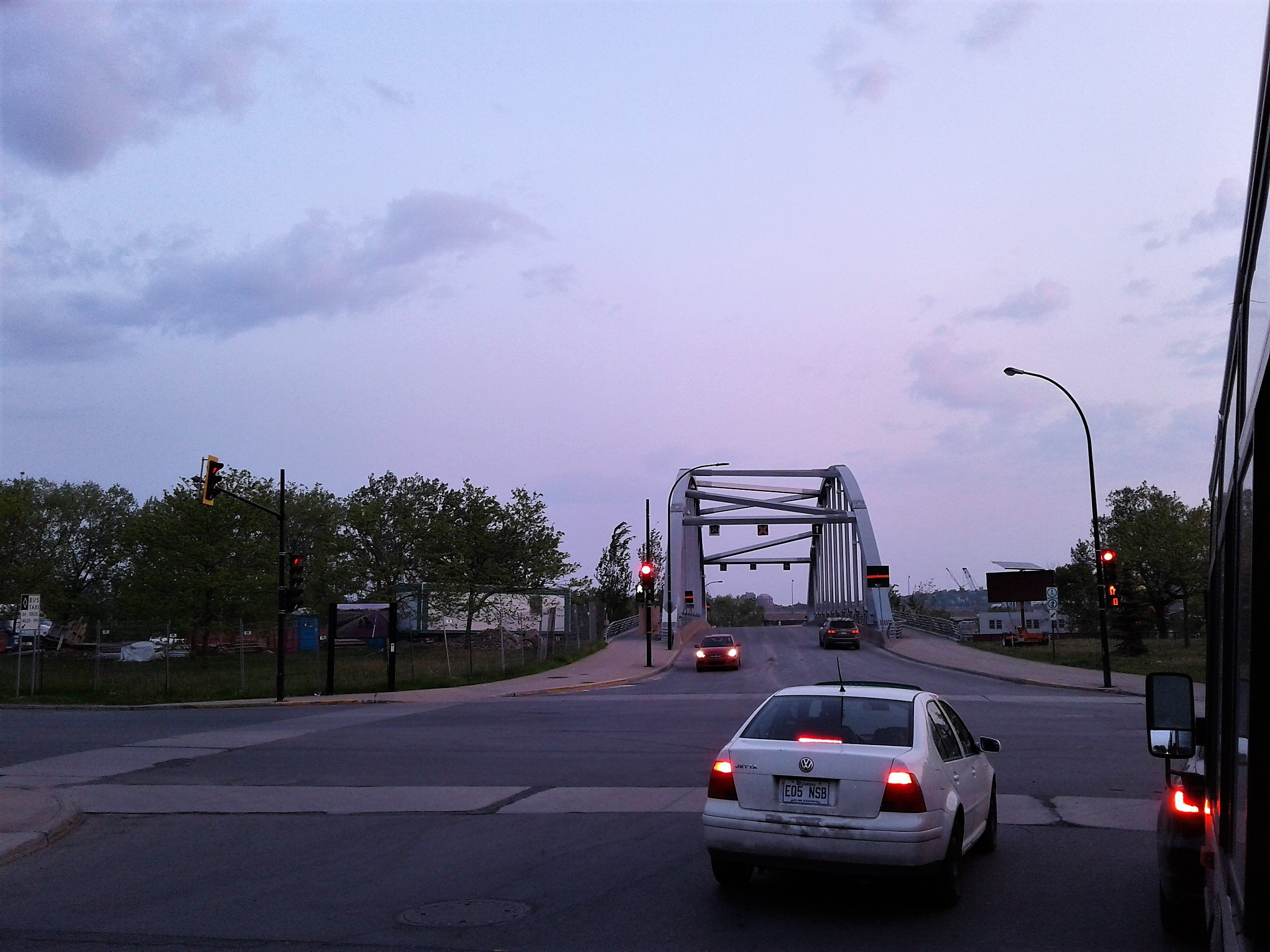
Le pont Monk, situé pratiquement à l'extrémité nord du boulevard.

## Origine du nom
On a longtemps cru que cette artère devait son nom à Sir James Monk (1745-1826) juge en chef de la Cour du banc du roi à Montréal de 1794 à 1824, et administrateur du Bas-Canada en 1819. Aujourd'hui, on croit plutôt que le boulevard Monk a été nommé en l'honneur de Frederick D. Monk, avocat et politicien, qui avec Joseph-Ulric Émard (pour lequel est nommé Ville-Émard), acheta des terrains appartenant à la famille Davidson pour les lotir. 
Une voie ouverte sur ces terrains était originellement appelée rue Davidson, mais ce nom fut changé pour boulevard Monk en 1911. 

## Bâtiments remarquables et lieux de mémoire

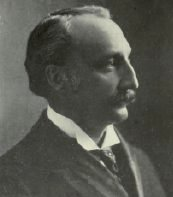
Frederick Arthur Monk Sr
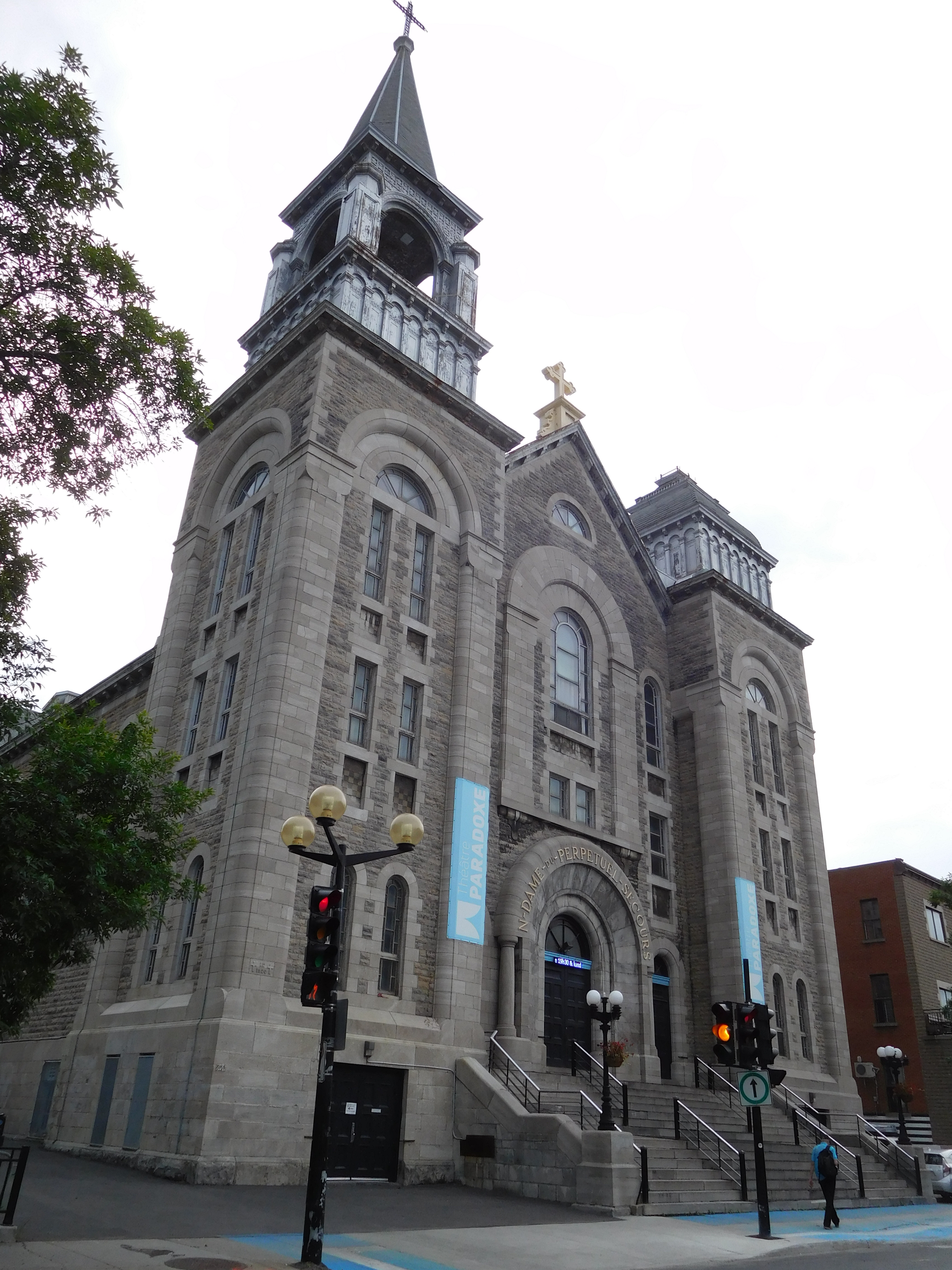
Notre-Dame-du-Perpétuel-Secours
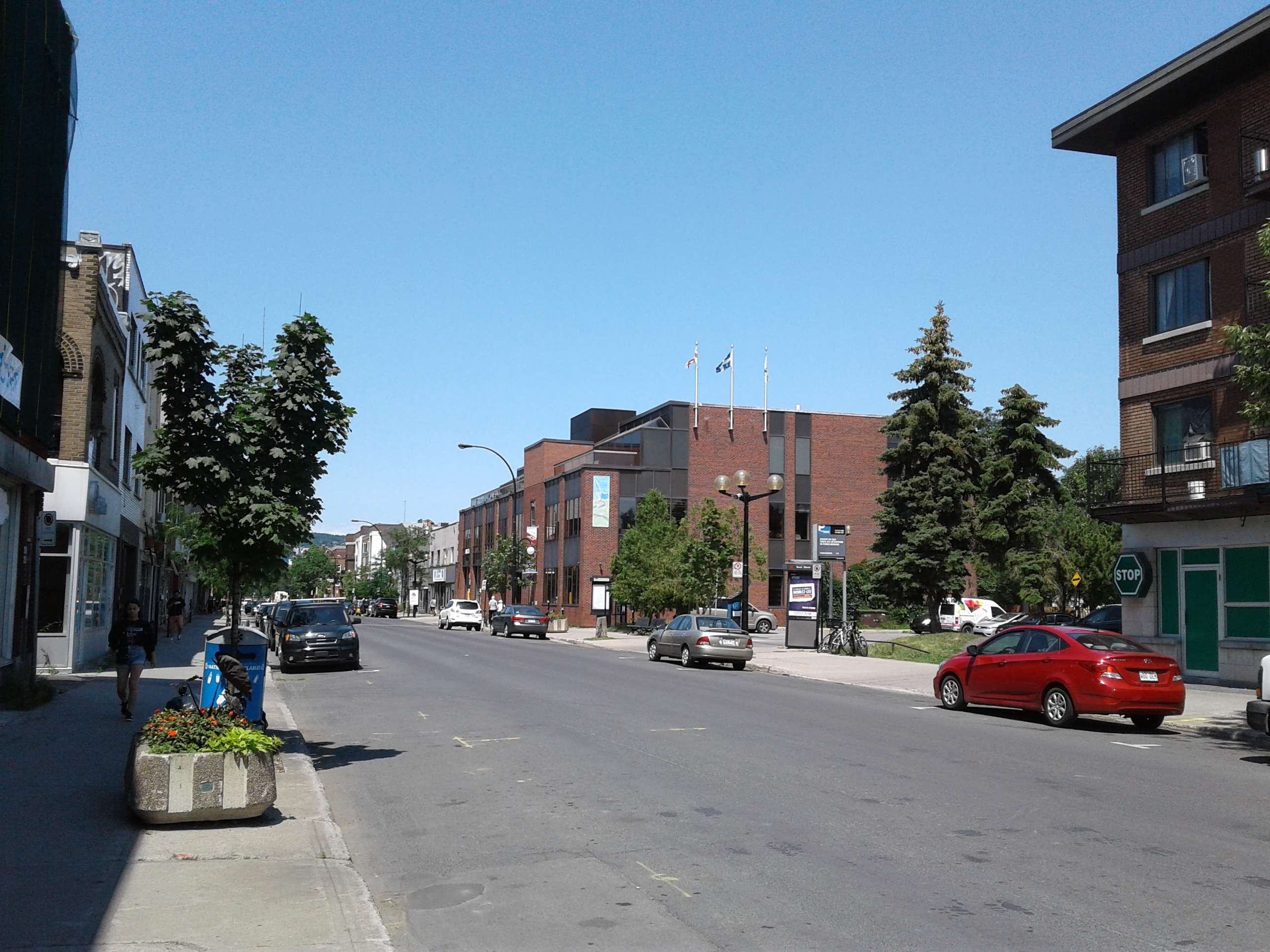
Maison de la culture Marie-Uguay

## Source
- Site web Ville de Montréal